# Ouville-l'Abbaye
Ouville-l'Abbaye è un comune francese di 639 abitanti situato nel dipartimento della Senna Marittima nella regione della Normandia.

## Società

### Evoluzione demografica
Abitanti censiti